# 潘必才
潘必才（1962年8月—），安徽潜山人，中国科学技术大学教授。

## 生平
1984年本科毕业于安徽师范大学物理系。1993年于中国科学技术大学获博士学位。曾先后在美国埃姆斯国家实验室、香港科技大学、美国埃姆斯国家实验室访问研究。2003年通过中国科学院“百人计划”引进回国，任中国科学技术大学物理系教授、博士生导师。

## 学术贡献
主要从事紧束缚势模型的理论研究工作。主持科技部重大科学研究计划项目、国家自然科学基金项目等科研项目多项，在J. Am. Chem. Soc.、Phys. Rev.系列分刊等发表学术论文多篇，著有《量子力学导论》。

## 奖励
2000年获第五届安徽青年科技奖，2001年获第七届中国青年科技奖，2021年获宝钢优秀教师奖。